# Derolus femorellus
Derolus femorellus är en skalbaggsart som först beskrevs av Louis Alexandre Auguste Chevrolat 1856.  Derolus femorellus ingår i släktet Derolus och familjen långhorningar.
Artens utbredningsområde är:
- Nigeria.
- Sierra Leone.
- Togo.

Inga underarter finns listade i Catalogue of Life.